# Наум Дойчинов
Наум Дойчинов Чучковски – Пелтек е български резбар и зограф от Българското възраждане, представител на Дебърската художествена школа.

## Биография
Роден е около 1828 година в дебърското мияшко село Лазарополе и е представител на големия резбарски род Чучковци. Работи предимно в Сярско и Драмско, докато брат му Дабе Дойчинов работи в Ениджевардарско и Воденско. Наум е автор е на амвона в лазарополската църква „Свети Георги“. Умира около 1888 – 1890 година в родното си село.